# رينغ (فلم)
رينغ (باليابانية: リング، رينغو) هو فيلم رعب ياباني من إخراج هيديو ناكاتا تم إنتاجه في سنة 1998م. الفيلم مأخوذ عن رواية عام 1991 لكوجي سوزوكي، وهو الجزء الأول من سلسلة أفلام الرعب ذا رينغ.

## استقبال
استقبل الفيلم كأقوى أفلام الرعب اليابانية في القرن العشرين.

## وصلات خارجية
- مقالات تستعمل روابط فنية بلا صلة مع ويكي بيانات
- Snowblood Apple's Ring Cycle article - an overview of all Ring films.